# Andreasakten
Die Andreasakten (lateinisch Acta Andreae, altgriechisch Πράξεις Ἀνδρέα) sind eine apokryphe und pseudepigraphe Schrift, die von den Taten, Wundern und dem Martyrium des Apostels Andreas erzählen. Erstmals erwähnt wird diese Schrift von Eusebius von Caesarea, der sie zusammen mit den Johannesakten als unsinnig und gottlos verwirft. Die Schrift hatte Einfluss auf die Paulus- und Thomasakten. Zwei der manichäischen Psalter aus dem 3. Jahrhundert enthalten Anspielungen auf die Andreasakten. Das Decretum Gelasianum zählt die Schrift unter die Apokryphen.

## Ort und Zeit der Abfassung
Das manichäische Psalmenbuch bildet den terminus ad quem, die Abfassungszeit liegt aber früher. Jean-Marc Prieur datiert das Werk in den Zeitraum zwischen 150 und 200, tendiert aber zum früheren Datum und begründet dies mit der eigenartigen heterodoxen Christologie des Textes, fehlenden Bezügen auf den historischen und biblischen Jesus und die mangelnde Erwähnung von kirchlicher Organisation sowie von liturgischen und kirchlichen Riten. Dies deutet auf eine Zeit, in der die Christologie der Großkirche noch keine festen Umrisse hatte.
Zum Verfassungsort lässt sich nichts Bestimmtes sagen. Die Schrift könnte in Griechenland, Kleinasien, Syrien oder Ägypten verfasst sein, Prieur sieht in Alexandrien ein mögliches Umfeld, in dem diese Schrift entstanden sein könnte.

## Überlieferungsumfang
Das ursprünglich griechische Werk ist nicht vollständig überliefert, die erhaltene Überlieferung besteht zumeist aus Übersetzungen und spaltet sich in fünf Stränge:
1. Liber de miraculis de Beati Andreae Apostoli des Gregor von Tours. Dies ist eine lateinische Bearbeitung, die eine Rekonstruktion des Gesamtwerks erlaubt, Gregor hat jedoch vor allem bei den Reden gekürzt, die Struktur der Erzählung an manchen Stellen geändert und vieles angepasst, um es von katholischer Seite akzeptabel zu machen. Der Schluss mit dem Martyrium ist stark verkürzt, Gregor empfiehlt stattdessen eine lateinische Passio. Insgesamt gesehen ist es die wichtigste Quelle.
2. Der koptische Papyrus Utrecht 1. Dieses Manuskript wird datiert auf das 4. Jahrhundert. Es ist eine sahidische Übersetzung eines Auszugs aus dem Werk und entspricht Kapitel 18 aus dem Liber de miraculis. Von den ursprünglich 15 Seiten des Manuskripts sind noch S. 9, 10 und 13–15 übrig.
3. Das armenische Martyrium. Es handelt sich um eine vollständige Übersetzung des Schlussteils in Armenisch, außerdem ist ein Teil der Schlussrede aus dem Gefängnis enthalten. Die Übersetzung hat aber problematische Stellen „orthodox“ umgestaltet. Möglicherweise ist die Adler-Allegorie in Kap 12–15 vom Übersetzer hinzugefügt worden.
4. Auszüge, die in griechischen Überarbeitungen überliefert sind. Diese Schriften enthalten einzelne Teile der Akten im Wortlaut.
5. Fünf griechische Rezensionen des Schlussteils. Diese enthalten den ursprünglichen Wortlaut. Die Zeugen differieren untereinander im Umfang und enthalten nicht dieselben Elemente.

- Codex Sinaiticus Graecus 526 und Codex Jerusalemi S. Sabas 203
- Codex Vaticanus Graecus 808
- Codex Ann Arbor 36
- Codex Paris B. N. gr. 770 und Codex Jerusalemi S. Sabas 30
- Codex Paris B. N. gr. 1539

Außer diesen fünf Hauptsträngen existiert noch ein koptisches Fragment, das den Andreasakten zugeordnet sein könnte, jedoch ist es nicht sicher, an welcher Stelle es im Zusammenhang steht.
Die episodischen Erzählungen, in denen Andreas eine Rolle spielt, sind nur unvollständig in zwei Manuskript-Traditionen erhalten geblieben; daneben gibt es noch Zitate und Fragmente, von denen angenommen wird, dass sie von verloren gegangenen Abschnitten stammen. Eines ist ein frühes koptisches Manuskript, das Teil einer der Erzählungen ist. Es wird an der Universitätsbibliothek Utrecht aufbewahrt. Das andere ist eingebettet in ein griechisches Martyrium, das ergänzt durch weitere Manuskripte auf eine Länge von 65 Kapiteln kommt.

## Verfasser
Traditionell wurde angenommen, dass der Text auf den Johannes- und Petrusakten basiert und dass er sogar denselben Autor hat, einen angeblichen Johannesschüler des Namens Leucius Charinus, der im Zusammenhang mit den anderen Apostelakten, insbesondere den Johannesakten, steht. So gilt Leucius etwa bei Augustinus als der Verfasser aller fünf Apostelakten.  Es ist jedoch fraglich, ob es diese Person jemals gegeben hat, und falls doch, so war sicher dieser Johannesschüler nicht der Verfasser dieser Schrift. Der wirkliche Verfasser der Schrift wird nirgends genannt und ist somit ebenso wie der Verfassungsort unbekannt.

## Inhalt und Aussageabsicht
Wie diese übrigen apokryphen Apostelakten beschreiben die Andreas-Akten die angenommenen Reisen des Titelcharakters, die Wunder, die er auf ihnen vollbrachte, und schließlich den Verlauf seines Martyriums. Aus dem Liber de miraculis  des Gregor und den übrigen Quellen lässt sich der Aufbau des Werks in groben Zügen rekonstruieren. Danach hat das Werk mehrere Teile. Der erste Teil ist ein Reisebericht von Pontus über Amasia, Sinope, Nicäa, Nikomedien, Byzanz, Thrakien, Perinth, Philippi nach Patras. Der zweite Teil berichtet vom Wirken in Patras: Andreas besucht mehrere Städte in Achaia, darunter Korinth, Megara und womöglich Lakedaimon (Sparta), bevor er nach Patras zurückkehrt. Den Schluss bildet das Martyrium.
Das Werk erzählt von Missionsreisen des Apostels im Gebiet von Achaia, seinen Predigten und der Bekehrung der Frau eines römischen Statthalters. Es endet mit der in verschiedenen Fassungen überlieferten Schilderung der Kreuzigung des Andreas in Patras. Wie in den beiden Büchern, auf denen die Andreasakten basieren, sind die geschilderten Wunder extrem übersteigert, über die herkömmlichen Wundermotive (Tote zum Leben erwecken, Blinde heilen usw.) hinaus überlebt Andreas das Zusammenleben mit wilden Tieren, beruhigt Stürme und besiegt Armeen, nur indem er sich bekreuzigt. Es gibt auch viele moralisch bedeutsame Anteile. So rettet Andreas einen Jungen vor seiner unzüchtigen Mutter, die daraufhin falsche Anschuldigungen gegen die beiden aufstellt. Gott schickt daraufhin ein Erdbeben, um Andreas und den Jungen zu retten. Selbst bei seiner Kreuzigung predigt Andreas noch zwei Tage und zwei Nächte vom Kreuz herab und lehnt eine Rettung in letzter Sekunde schroff ab.
Eusebius von Cäsarea kannte das Werk, das er als eine häretische und absurde Anfertigung ablehnte. Gregor von Tours war begeistert, als er eine Kopie fand, und schrieb um 593 eine drastisch gekürzte Version, in der er den Teil ausließ, den er zu ausführlich fand und von dem er dachte, dass er die Ursache für die Ablehnung des Textes gewesen sei. Seine freie Version lässt so das Detail aus, dass die asketischen Predigten des Apostels die Frau des Prokonsuls dazu veranlassten, ihren Mann zu verlassen. Das war sozial und moralisch inakzeptabel für ein merowingisches Publikum. So bringt er die Erzählung in Einklang mit der katholischen Orthodoxie seiner Zeit und fügt neues Material hinzu.
Die Andreasakten wurden oft als gnostisches Werk klassifiziert, bevor die Funde der Bibliothek von Nag Hammadi das moderne Verständnis von Gnosis begründeten. In seinem Buch Christianizing Homer: The Odyssey, Plato, and the Acts of Andrew vertritt Dennis MacDonald die Position, dass die Andreasakten die Geschichte von Homers Odyssee nacherzählen.

## Ausgaben
- Richard Adelbert Lipsius, Max Bonnet (Hrsg.): Acta Apostolorum Apocrypha. Band 2.1: Passio Andreae. Ex actis Andreae. Martyria Andreae. Acta Andreae et Matthiae. Acta Petri et Andreae. Passio Bartholomaei. Acta Ioannis. Martyrium Matthaei. Leipzig 1898 (Reprint Olms, Hildesheim 1990).
- Montague Rhodes James (Hrsg.): The Acts of Andrew. In: The Apocryphal New Testament. Clarendon Press, Oxford 1924 (englische Übersetzung mit Kommentaren).
- Jean-Marc Prieur (Hrsg.): Acta Andreae (= Corpus Christianorum. Series Apocryphorum 5–6). Brepols, Turnhout 1989.
- Dennis MacDonald (Hrsg.): The Acts of Andrew and the Acts of Andrew and Matthias in the City of the Cannibals (= Texts and Translations 33, Christian Apocrypha 1), Atlanta 1990 (Textausgabe und englische Übersetzung).
- Jean-Marc Prieur, Wilhelm Schneemelcher: Andreasakten. In: Wilhelm Schneemelcher (Hrsg.): Neutestamentliche Apokryphen in deutscher Übersetzung, Bd. II: Apostolisches, Apokalypsen und Verwandtes. 6. Aufl. Tübingen 1997, S. 93–137.
- Dennis MacDonald (Hrsg.): The Acts of Andrew (Early Christian Apocrypha 1). Salem 2005 (englische Übersetzung).